# Paradiž (Chorwacja)
Paradiž – wieś w Chorwacji, w żupanii istryjskiej, w gminie Sveta Nedelja. W 2011 roku liczyła 58 mieszkańców.